# 吕济民
吕济民（1928年11月—），男，安徽潜山人，中国博物馆学家，曾任故宫博物院代院长，中国博物馆学会理事长。

## 生平
1957年赴莫斯科文化学院攻读研究生，1961年获副博士学位回国，先后在文化部群众文化局、文化部政治部工作。1970年下放到咸宁“五七”干校。1972年8月，调至故宫博物院武英殿工作。1973年，任国家文物事业管理局博物馆处副处长、处长。1982年，任文化部群众文化局局长。1984年，任文化部文物事业管理局局长。1988年，任中国对外文化交流协会秘书长。1991年，任故宫博物院代院长。1988年评为研究馆员。1992年起享受国务院特殊津贴。1993年起，担任国家文物局博物馆专家组组长、北京市文物局博物馆专家组组长。